# Pomnik Stanisława Wyspiańskiego w Krakowie
Pomnik Stanisława Wyspiańskiego – pomnik znajdujący się  w Krakowie na niewielkim skwerze w sąsiedztwie Gmachu Głównego Muzeum Narodowego przy Alei 3 Maja 1.
Pierwszą propozycję postawienia pomnika wysunięto zaraz po śmierci Stanisława Wyspiańskiego, 20 lat później skończyło się na powołaniu komitetu budowy pomnika, w 50. rocznicę śmierci sprawa po raz kolejny odżyła. W 1977 prezydent Krakowa Jerzy Pękala podjął kolejną próbę wystawienia pomnika Wyspiańskiemu, zgodę wyraziło Ministerstwo Kultury, a pierwsze środki finansowe na ten cel pochodziły z pieniędzy jakie pozostały po budowie Pomnika Grunwaldzkiego.
W styczniu 1978 padła pierwsza propozycja lokalizacji pomnika na placu św. Ducha obok Teatru Słowackiego, potem pojawiła się kolejna na placu Szczepańskim i ostatnia przy Gmachu Nowym Muzeum Narodowego.
Na pierwszy konkurs w lutym 1978 wpłynęło 77 prac, potem ogłoszono kolejny konkurs ostatecznie jednak do realizacji skierowano projekt, który nie wziął udziału w konkursie, autorstwa Mariana Koniecznego, a sam autor zasiadał w komitecie budowy pomnika i jury konkursowym.
28 listopada 1982 w 75. rocznicę śmierci Wyspiańskiego dokonano uroczystego odsłonięcia pomnika. Na granitowym cokole pomnika o wysokości 1 m, jakby w chocholim tańcu tworząc korowód zastygła grupa spiżowych postaci z dramatów Wyspiańskiego: Jasiek, Żyd, Chochoł, Stańczyk i Isia z "Wesela", Stary Wiarus z "Warszawianki", Pallas Atena z "Nocy Listopadowej" otaczają kolumnę na której stoi Stanisław Wyspiański zamyślony w charakterystycznej młodopolskiej pelerynie. Odlew pomnika wykonały Gliwickie Zakłady Urządzeń Technicznych.